# Lilia Vetti
Rosalie Cervetti dite Lilia Vetti (née le 23 septembre 1923 à Nice, dans les Alpes-Maritimes et morte le 14 mars 2003 à Ajaccio, en Corse), est une actrice française.

## Biographie
Lilia Vetti fut la troisième épouse de Tino Rossi (1907-1983) et la mère de Laurent Rossi (1948-2015).

## Filmographie
- 1943 : Le Chant de l'exilé d'André Hugon
- 1944 : L'Île d'amour de Maurice Cam
- 1946 : L'Affaire du Grand Hôtel d'André Hugon
- 1946 : Le Gardian de Jean de Marguenat
- 1947 : Le Chanteur inconnu d'André Cayatte
- 1948 : La Belle Meunière de Marcel Pagnol
- 1949 : Marlène de Pierre de Hérain
- 1971 : Une drôle de bourrique / L'Âne de Zigliara de Jean Canolle